# Ucayali (rijeka)
Ucayali (špa.: Río Ucayali) je rijeka u Južnoj Americi, koja nastaje u Peru, oko 100 km sjeverno od jezera Titicaca, sutokom rijeka Tambo i Urubamba, te se nakon 1.600,1 km toka spaja s rijekom Marañón, u rijeku Amazonu.
Rijekom Ucayali uzvodno, zatim rijekom Tambo, pa rijekom Ene, pa do izvora rijeke Apurímac, dolazi se ujedno i do najudaljenijeg izvora rijeke Amazone.
Tijekom vremena za rijeku je korišteno više naziva. Prvotni je bio San Miguel, a koristili su se Ucayali, Ucayare, Poro, Apu-Poro, Cocama i Rio de Cuzco.